# Mac 68k
Mac 68k – emulator wbudowany we wszystkie wersje systemów Mac OS i OS X przeznaczonych dla architektury PowerPC. Emulator pozwala na uruchamianie programów napisanych dla architektury Motoroli 68k. Emulator działa praktycznie bezproblemowo. Uważa się, że był to pierwszy tak bezproblemowy przypadek wdrożenia obsługi nowej architektury do systemu.